# Saurita incerta
Saurita incerta là một loài bướm đêm thuộc phân họ Arctiinae. Loài này được Francis Walker mô tả năm 1856. Loài này có ở Panama và Colombia.